# Chelonus inserenus
Chelonus inserenus är en stekelart som först beskrevs av Vladimir Ivanovich Tobias 1989.  Chelonus inserenus ingår i släktet Chelonus och familjen bracksteklar. Inga underarter finns listade i Catalogue of Life.